# Jure Radelj
Jure Radelj (né le 26 novembre 1977) est un ancien sauteur à ski slovène.

## Palmarès

### Championnats du monde
| Épreuve / Édition | Épreuve / Édition | Trondheim 1997 | Ramsau 1999 | Lahti 2001 |
| Petit Tremplin    | Petit Tremplin    | 45e            |             | 47e        |
| Grand Tremplin    | Grand Tremplin    |                | 31e         | 21e        |
| Par Equipes       | PT                |                |             | 6e         |
| Par Equipes       | GT                |                | 5e          | 5e         |

### Championnats du monde de vol à ski
| Épreuve / Édition | Kulm 1996 | Oberstdorf 1998 |
| Individuel        | 49e       | 29e             |

### Coupe du monde
- Meilleur classement final: 19e en 2001.
- Meilleur résultat: 6e.